# Walther Bierkamp
Walther Bierkamp (Amburgo, 17 dicembre 1901 – Scharbeutz, 15 maggio 1945) è stato un generale e poliziotto tedesco nella Germania nazista. Fu a capo della Sicherheitspolizei (SiPo) e della Sicherheitsdienst (SD) a Düsseldorf. Successivamente ricoprì la stessa posizione per il Belgio e la Francia settentrionale. Bierkamp fu coinvolto nei crimini di guerra al comando dell'Einsatzgruppe D, in seguito fu conosciuto come Kampfgruppe Bierkamp. Salì al grado di SS-Brigadeführer e Generalmajor di Polizia. Si suicidò a Scharbeutz il 15 maggio 1945.

## Biografia
Si unì al partito nazista il 1º dicembre 1932 e poi alle Schutzstaffel il 1º aprile 1939, fu impiegato dal febbraio 1937 al febbraio 1941 come capo del dipartimento di polizia criminale (Kripo) ad Amburgo. Dal febbraio 1941 al settembre 1941 ha lavorato come capo della SiPo e SD a Düsseldorf. Da lì fu inviato a Parigi come capo della SiPo e SD per il Belgio e la Francia settentrionale; oltre ad essere nominato Höhere SS- und Polizeiführer. Bierkamp vi rimase fino all'aprile 1942.
Dal 30 giugno 1942 al 15 giugno 1943 fu comandante dell'Einsatzgruppe D nell'Unione Sovietica, successivamente la squadra D fu conosciuta come Kampfgruppe Bierkamp. Il 21 e 22 agosto 1942 furono fucilati 500 ebrei di Krasnodar. Lo stesso accadde il 1º settembre 1942 a Mineral'nye Vody. Gli ebrei di Pjatigorsk furono uccisi nei gaswagen, più di 6.000 ebrei. Altri ebrei furono assassinati nel gennaio 1943 a Kislovodsk. Il bilancio complessivo delle vittime dell'unità delle SS durante quel periodo ammontava a circa 10000 vittime ebree.
Bierkamp fu quindi inviato a Cracovia come capo della polizia e dei servizi di sicurezza fino al febbraio 1945. In questa veste, oltre a supervisionare la "pulizia degli ebrei" a Cracovia, organizzò l'evacuazione prima dell'avanzata delle forze sovietiche. Nella sua circolare del 20 luglio 1944, ordinò l'evacuazione dei prigionieri dalle carceri e degli ebrei dalle industrie degli armamenti:"Se circostanze impreviste avessero reso impossibile il trasporto dei detenuti, sarebbero stati uccisi sul posto e avrebbero dovuto far sparire i corpi bruciandoli, facendo saltare in aria i capannoni o con altri mezzi".
Nelle ultime settimane del Terzo Reich, Bierkamp fu a Stoccarda e poi a Breslavia. Si suicidò a Scharbeutz il 15 maggio 1945.